# 美國駐伊朗大使館
美利坚合众国駐伊朗德黑蘭大使馆（Embassy of the United States of America in Tehran）是美国在伊朗巴列维王朝設立的外交機構。大使馆于1948年開始设计，1951年建成后成为美国驻伊朗大使館。1979年伊朗伊斯蘭革命爆發，同年11月，伊朗人质危机爆發，美國駐伊朗大使館被占领。美國與新成立的伊朗伊斯蘭共和國沒有外交關係，所以原大使館不再為美方使用。許多伊朗人甚至將原大使館稱為间谍窝。
伊朗伊斯蘭共和國成立後，伊斯兰革命卫队将其作为训练中心，并继续维护该建筑。原大使館周边的砖墙上有许多由伊朗政府委托制作的反美壁画。该处还设有一个书店和一个博物馆。大使馆的一部分已经变成了一个反美博物馆，一些学生组织在原使馆建筑群中设有办公室。截至2017年1月，原大使館開始向伊朗公众和外国人开放。原大使館的美国国徽被严重损坏，但在入口处仍然清晰可见。
美伊斷交後，美國在伊朗的利益由瑞士駐伊朗大使館代理。美國在2011年12月6日在網上設立駐伊朗虛擬大使館，國務院表示其目的是「架起伊朗人民和美國人民聯繫的橋樑，消除兩國人民在美伊外交關係中斷30多年來存在的隔閡」，並會「打破各種界限，衝破伊朗專制政權所設下的『電子鐵幕』」。網站開通後數小時後即被伊朗當局屏敝。

## 外部鏈接
- 美國駐伊朗虛擬大使館 （页面存档备份，存于）（英文）